# Johann Adolf Hasse
Pour les articles homonymes, voir Hasse.
Scènes principales
Naples, Venise, Dresde, Vienne
Johann Adolf Hasse, (né à Bergedorf le 23 mars 1699 – mort à Venise le 16 décembre 1783) est un compositeur allemand de musique baroque, considéré comme l'un des maîtres de l'opera seria italien au XVIIIe siècle.

## Biographie

### Débuts en Allemagne
Né près de Hambourg, il reçut sa première formation musicale de son père, organiste de l'église de Bergedorf. Comme il avait une jolie voix de ténor, il choisit la carrière lyrique et entra dans la compagnie d'opéra du Gänsemarkt dirigée par Reinhard Keiser, celle-là même où Georg Friedrich Haendel avait joué en tant que second violon quelques années auparavant. Sa réussite le fit remarquer pour être engagé par le théâtre de la Cour de Brunswick-Lunebourg et ce fut là qu'en 1723 il commença sa carrière de compositeur d'opéras avec sa première œuvre intitulée Antigonus.

### Italie

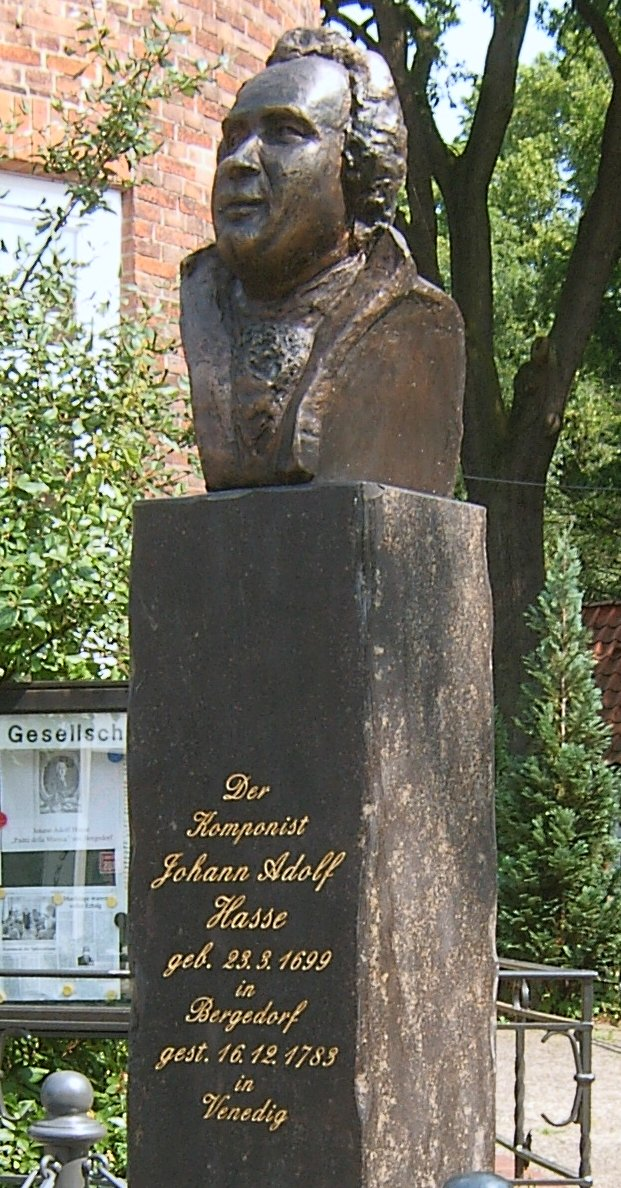
Monument devant la maison natale de Johann Adolph Hasse à Hambourg-Bergedorf.

Devant le succès remporté par cette première composition, le duc décida d'envoyer Hasse en Italie pour y parfaire sa formation ; c'est ainsi qu'il arriva à Naples en mai 1722 pour y travailler avec Porpora ; il semble cependant qu'il s'entendait mal avec ce dernier, que ce soit sur le plan artistique ou personnel. En revanche, il se lia d'amitié avec Alessandro Scarlatti, qui était largement plus âgé que lui, et grâce auquel il reçut sa première commande, une sérénade à deux voix, Marc'Antonio e Cleopatra, qui fut chantée chez une famille de riches marchands par deux des plus célèbres chanteurs italiens du temps, le castrat Farinelli et la Signora Tesi.
Cet événement établit sa réputation. Il devint bientôt très célèbre et son opéra Sesostrato, écrit pour l'Opéra Royal de Naples en 1726, fit connaître son nom dans toute l'Italie. Il se rendit à Venise en 1729 ou en 1730 et lia une idylle avec la célèbre chanteuse d'opéras Faustina Bordoni, qui était née à Venise vers 1700 et qu'il épousa en 1730. Il se lie aussi à l'économiste et démographe prémalthusien Giammaria Ortes.
C'est au cours de son premier séjour à Naples, le 1er août 1724, que Hasse abjure le luthéranisme, dans lequel il a été élevé, et se convertit au catholicisme.

### Voyages
Le couple d'artistes est invité en 1731 à Dresde, répondant à une offre intéressante du munificent Électeur de Saxe Auguste II. Après avoir créé l'opéra Cleofide, adapté de l’Alessandro nell'Indie de Métastase, Hasse retourne ensuite en Italie avec son épouse, qui prend part, malgré plusieurs grossesses, à la création de ses opéras. Contrairement à ce qu'a longtemps cru la littérature sur Hasse, le compositeur semble n'avoir pas répondu aux invitations de la faction aristocratique anti-Haendel, qui veut lui faire jouer le rôle de concurrent à cet illustre rival et contrer ses entreprises en matière d'opéra. C'est donc en l'absence de Hasse, sous la direction de Porpora et de Broschi, qu'est exécuté à Londres l'Artaserse (dont la première représentation avait eu lieu à Venise en février 1730).
L'Électeur Auguste II meurt en 1733 et Hasse s'installe à Dresde, ayant été nommé par le nouveau prince Auguste III maître de chapelle. Il bénéficie alors de conditions extrêmement favorables et partage son activité artistique entre la Cour de Saxe et les théâtres commerciaux italiens, où il s'impose comme un musicien de premier plan, composant, surtout dans les années 1730 et 1740, jusqu'à cinq opéras par an. Le début de la guerre de Sept Ans en 1756, qui contraint la Cour à quitter Dresde pour Varsovie, pousse le compositeur à effectuer un nouveau voyage en Italie et à écrire de nouveaux opéras pour les théâtres de Venise (Nitteti, 1758) et surtout de Naples (quatre opéras nouveaux de 1758 à 1760). En 1763, de retour à Dresde, Hasse participe à la réouverture de l'Opéra, où est créée sa nouvelle version de Siroe, Re di Persia. Le compositeur et son épouse, qui s'est retirée de la scène en 1751, sont cependant congédiés de la Cour sans aucune pension, l'éphémère prince-électeur Friedrich Christian (dix mois de règne) étant confronté à d'énormes difficultés financières.
Mais Hasse était encore trop jeune pour se reposer sur ses lauriers. Il partit pour Vienne avec sa famille et créa encore en étroite collaboration avec Métastase, poète de la Cour, plusieurs opéras qui vinrent allonger la liste de ceux qu'il avait écrits. Sa dernière œuvre scénique fut l'opéra Il Ruggiero (de) composé à l'occasion du mariage de l'archiduc Ferdinand à Milan. À cette même occasion fut exécutée une œuvre de Mozart, qui avait alors 15 ans. Hasse aurait alors déclaré : « Questo ragazzo ci farà dimenticare tutti ! » (« ce jeune homme nous fera tous oublier ! »). Cependant, la remarque est selon toute vraisemblance apocryphe : elle n'est pas attestée dans la correspondance de Hasse, ni dans celle de Leopold Mozart, mais coïncide avec des paroles qu'aurait prononcées Francesco Durante à propos de Christoph Willibald Gluck. Pour plaire à sa femme, Hasse finit par s'établir à Venise, d'où elle était native ; c'est là qu'il mourut.
Pendant toute sa carrière, il compose pas moins de 56 opéras ainsi que des oratorios, plusieurs dizaines de cantates et toutes sortes de pièces instrumentales. Pendant le siège de Dresde par les Prussiens en 1760, la plus grande partie de ses manuscrits furent détruits par un incendie, alors qu'il devait en être publiée une édition complète aux frais de l'Électeur de Saxe. Quelques-uns de ses ouvrages, au nombre desquels l'opéra Alcide al Bivio (1760), ont été publiés et les bibliothèques de Vienne et de Dresde possèdent les manuscrits de quelques autres.

### La retraite

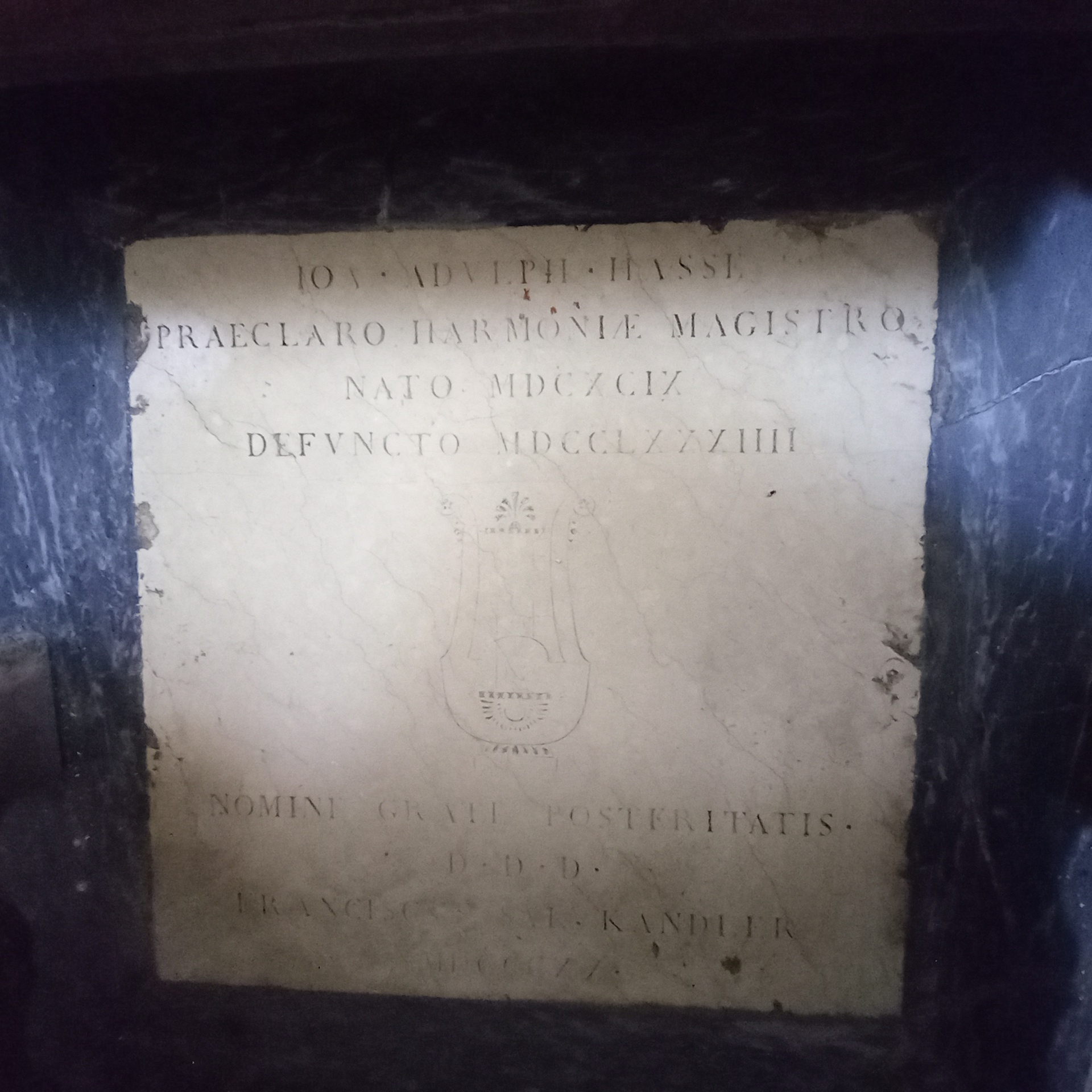
La tombe de Johann Adolph Hasse dans l'Église San Marcuola à Venise

La décennie que passe le compositeur à Venise avant sa mort, si elle marque son retrait de la vie théâtrale, se caractérise par la poursuite de ses activités musicales. Il donne ainsi des leçons à de jeunes compositeurs tels l'Abbé Vogler, recommande Johann Gottlieb Naumann à la Cour de Dresde, et continue à composer ; on peut noter par exemple, parmi ces œuvres de la dernière partie de la vie de Hasse, deux cantates de chambre à deux voix sur des textes de Métastase (La Danza, 1775, et Il Ciclope, 1776), un Te Deum créé en mai 1782 à l'occasion de la visite du pape Pie VI à Venise (la musique en est cependant perdue) et surtout trois missæ ultimæ (ses trois « dernières messes ») envoyées à Dresde, la dernière datée de 1783, année de la mort du compositeur, alors âgé de quatre-vingt-quatre ans. Faustina décède à Venise le 4 novembre 1781 d'une fièvre provoquée par un ulcère cancéreux. Hasse lui-même décède le 16 décembre 1783 d'une inflammation de poitrine ; il souffre alors depuis longtemps de la goutte. Lui et sa femme sont enterrés dans l'Église San Marcuola.

### Hasse et ses contemporains

#### Hasse et ses interprètes
Actif pendant près d'un demi-siècle dans les Cours (Dresde et Vienne) et les principaux théâtres commerciaux italiens de son temps, Hasse eut l'occasion de composer pour la plupart des interprètes les plus fameux de la période. Son épouse, Faustina Bordoni, fut, aux dires unanimes des critiques de l'époque (et parmi eux Charles Burney) l'une des meilleures chanteuses de cette époque. Elle chante pour la première fois dans un opéra de Hasse en mai 1730 dans la favola pastorale Dalisa, et épouse le compositeur en juillet 1730. Elle interprète par la suite régulièrement les rôles de prima donna dans les opéras de son mari jusqu'au Ciro riconosciuto (1751), puis se retire de la scène. Désignée, selon les usages de l'époque, comme soprano, Faustina possédait en réalité une voix de mezzo-soprano. La relation entre le compositeur et la cantatrice fascine encore au XIXe siècle, comme en témoignent par exemple les Mémoires d'Hector Berlioz. Wilhelm Heinrich Riehl va jusqu'à dresser un parallèle entre le style vocal de Faustina et l'écriture de Hasse : tous deux auraient imposé des limites à leur propre art pour parvenir à l'excellence en se restreignant à un nombre réduit de choix esthétiques.

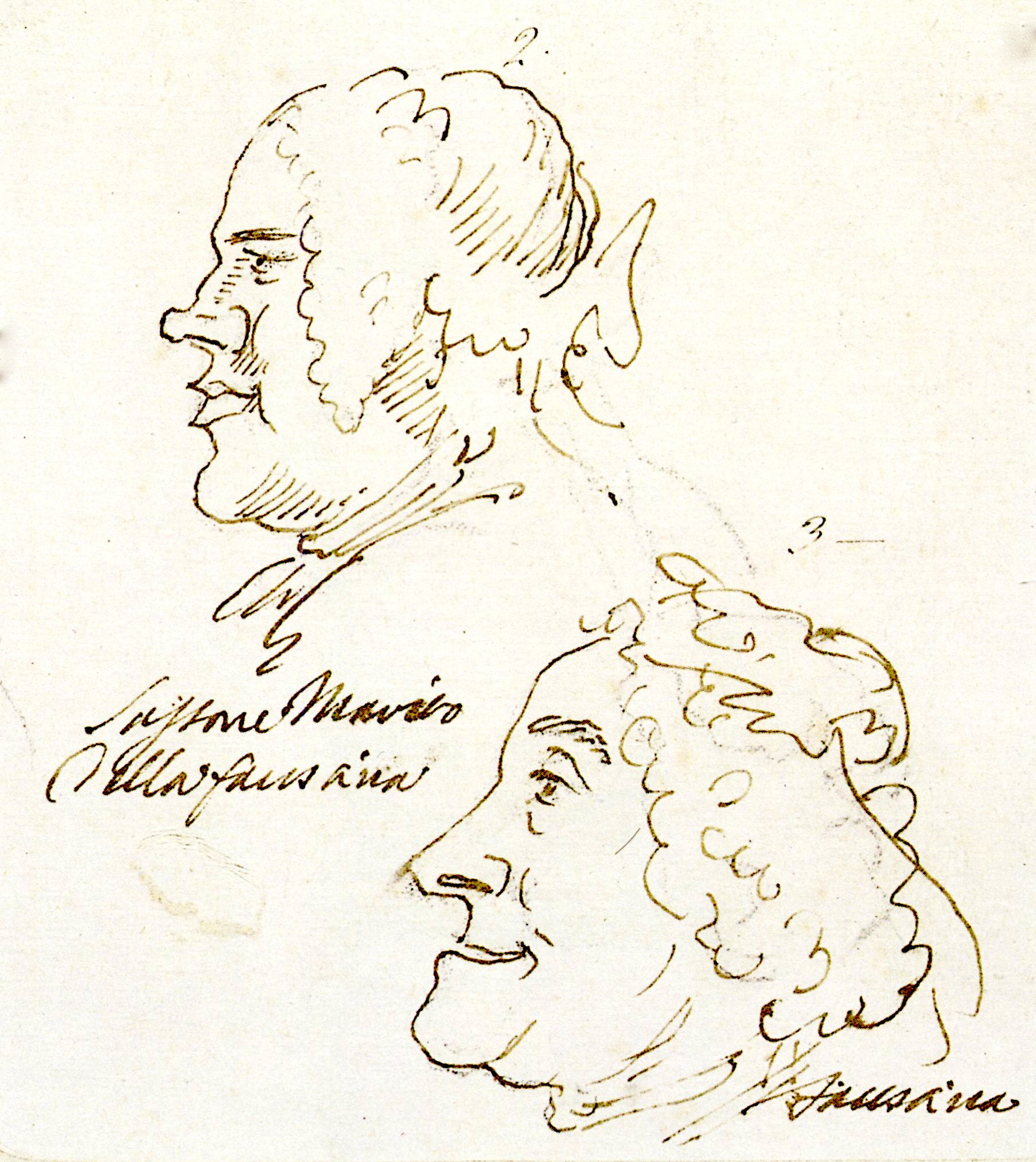
« Saxon mari de la Faustina / Faustina ». Johann Adolph Hasse et Faustina Bordoni, caricature de Pier Leone Ghezzi, v. 1739

Si Faustina Bordoni est l'une des principales interprètes des œuvres de son mari, c'est à sa rivale de Londres, la soprano Francesca Cuzzoni, qu'il revient de créer le rôle de Mandane dans l'Artaserse vénitien de février 1730, puis, la même année, le rôle de Fulvia dans l'Ezio napolitain. Parmi les autres cantatrices qui tinrent dans les opéras de Hasse des rôles de premier plan, on peut citer la contralto Vittoria Tesi, la soprano Regina Mingotti, élève de Porpora et rivale de Faustina Bordoni à Dresde, la soprano Teresa Albuzzi-Todeschini, qui crée la plupart des opéras que Hasse compose à Dresde dans les années 1750, notamment Solimano (1753).
Hasse semble avoir été l'un des compositeurs favoris du célèbre castrat Farinelli, pour lequel il écrit le rôle de Cléopâtre dans sa première œuvre importante, la sérénade Marc'Antonio e Cleopatra (Naples, 1725) et surtout le rôle d'Arbace dans Artaserse (Venise, 1730). C'est de cet opéra qu'est extraite l'aria pathétique Per questo dolce amplesso que Farinelli interpréta par la suite régulièrement à Madrid. Cependant, en raison du retrait précoce du castrat des scènes italiennes, les rôles écrits par Hasse pour Farinelli sont peu nombreux. Hasse écrivit ainsi plus régulièrement pour le castrat Carestini, qu'il appréciait particulièrement. On peut citer notamment la participation du castrat au Tito Vespasiano (Pesaro, 1735), à la Semiramide riconosciuta (Venise, 1744), au Leucippo (Hubertusburg, 1747), au Demofoonte (Dresde, 1748). Hasse composa également pour Gaetano Caffarelli (Siroe, Re di Persia, Bologne, 1733). À Dresde, Hasse écrivit régulièrement pour les castrats Domenico Annibali, Ventura Rocchetti et Angelo Monticelli et pour le ténor Angelo Amorevoli.
De manière générale, Hasse, chanteur lui-même, semble avoir été particulièrement apprécié de ses interprètes, même s'il semble avoir eu l'habitude de toujours livrer aux chanteurs leurs airs au dernier moment afin de n'avoir pas à les réviser en fonction de leurs exigences,.

#### Hasse et les compositeurs de son temps
Hasse entretint des relations amicales avec son contemporain le compositeur vénitien Baldassare Galuppi et recommanda en 1744 le Napolitain Niccolò Jommelli à l'Ospedale degli Incurabili de Venise. En 1731, il a l'occasion de rencontrer à Dresde Jean-Sébastien Bach. En 1768, Joseph Haydn lui envoie la partition de son Stabat Mater et se déclare satisfait de la réponse élogieuse que lui adresse Hasse. Le compositeur est à la même époque désigné par Giovanni Mancini et par Leopold Mozart comme le « père de la musique ».

#### Hasse et Métastase
Hasse entretint une relation particulière avec le poète Pietro Metastasio, à tel point que le musicographe anglais Charles Burney put désigner les deux artistes comme les « deux moitiés de l'androgyne de Platon ». En 1756, le poète déclare trouver en Hasse « una certa somiglianza di pensare » (« une certaine ressemblance de pensée »). Le compositeur ne rencontre cependant pour la première fois l'œuvre de Métastase qu'à l'occasion de l’Artaserse vénitien de février 1730. Devancé de quelques semaines par Leonardo Vinci, qui effectue à Rome la première mise en musique du livret, Hasse recourt à une version remaniée du drame, notamment en raison des exigences des chanteurs ; et il faut attendre Antigono (1744) pour que le compositeur réalise la première mise en musique d'un livret métastasien.
La collaboration entre les deux artistes devient cependant de plus en plus étroite, notamment à partir d'Attilio Regolo (1750) et culmine de 1760 à 1771, lorsque Hasse est actif à la Cour de Vienne, dont Métastase est le poète officiel. Après Artemisia (1754) sur un livret d'Ambrogio Migliavacca, poète de la Cour de Dresde, Hasse ne recourt plus qu'à des livrets métastasiens et tend, dans les révisions apportées à ses œuvres de jeunesse, à une plus grande fidélité aux textes originaux du poète, dont il met en musique tous les drammi per musica à l'exception de Temistocle. La carrière théâtrale des deux hommes s'achève avec Ruggiero (1771), à la fois dernier livret de Métastase et dernier opéra de Hasse.

#### Hasse et ses élèves
Hasse est l'un des maîtres de la cantatrice Benedetta Emilia Agricola.

## L'art de Hasse

### Compositeur d'opéras

#### Caractéristiques générales du style de Hasse
Hasse, malgré une œuvre sacrée considérable, s'est illustré avant tout comme compositeur lyrique. C'est en effet l'opéra italien qui constitue, de 1721 à 1771, le cœur de l'activité artistique du musicien. Raffaele Mellace note la remarquable stabilité du style hassien pendant ces cinq décennies pourtant marquées par une très forte évolution du goût et va jusqu'à parler de variations ad infinitum sur un thème propre. Malgré plusieurs incursions dans le genre comique, Hasse consacre l'essentiel de sa production théâtrale au genre sérieux du dramma per musica, caractérisé par l'alternance entre récitatifs et airs, par la rareté des ensembles et par la coupe da capo ou dal segno des airs, qui donne lieu à des variations improvisées par les chanteurs. Hasse, qui apparaît ainsi comme un compositeur résolument italien, se conforme largement aux conventions du genre sérieux et s'impose comme l'un des musiciens favoris du librettiste Métastase, avec lequel il collabore directement à plusieurs reprises à partir de 1744.
Lui-même chanteur, fortement influencé par son maître Alessandro Scarlatti et par ses contemporains Leonardo Leo et Leonardo Vinci, Hasse accorde dans ses opéras une primauté absolue à la voix, placée au cœur de l'attention. Le contrepoint est ainsi réduit au minimum afin de laisser toujours à la ligne mélodique la première place. Souvent construite à partir d'un modèle métrique de danse ou de marche, la mélodie hassienne, qui vise à adhérer aussi étroitement que possible aux valeurs prosodiques et sémantiques du texte mis en musique, témoigne de l'importance particulière que le compositeur accorde au paramètre rythmique. Hasse recourt ainsi massivement au rythme lombard, à la syncope, à l'appoggiature. L'usage de la colorature, distribuée le plus souvent en sections nettement délimitées propres à mettre en évidence la virtuosité des chanteurs, y est presque systématique. Ces caractéristiques se retrouvent non seulement dans les opéras, mais aussi dans les cantates et les oratorios, voire dans les numéros solistes de la musique sacrée chorale du compositeur.
Si l'aria constitue un élément essentiel des opéras de Hasse (les deux airs que le mélancolique roi d'Espagne Philippe V demanda à Farinelli de lui chanter tous les jours pendant dix ans, étaient de sa composition), le compositeur accorde, dès les années 1730, une importance décisive au récitatif accompagné ; on peut citer par exemple, les scènes qui concluent les actes I et II de l’Artaserse vénitien de 1730, ou les onze récitatifs accompagnés du Ruggiero de 1771, qui couvrent presque un quart du livret de Métastase.

#### Évolution du style de Hasse
Malgré la stabilité de ses principaux traits, le style de Hasse, nettement préclassique, connaît de légères évolutions au cours de sa carrière. La plus notable est peut-être celle de son écriture orchestrale. Tandis que dans les opéras de la jeunesse, les instruments à vent n'ont que rarement des parties obligées (l’Artaserse de 1730 ne compte ainsi qu'une aria accompagnée par les cors si l'on excepte l'ouverture et le chœur final), Hasse tend, surtout après 1750, sous l'influence de l'orchestre de Dresde, puis des mutations du goût, à diversifier l'accompagnement orchestral de ses airs, comme l'a mis en évidence Raffaele Mellace pour l'Achille in Sciro de 1759, recourant dans près de la moitié des airs à diverses combinaisons d'instruments à vent (hautbois concertant, bassons et flûtes par paires, cors et hautbois). À partir de 1759, Hasse compose parfois des airs dont la coupe s'éloigne de l'aria da capo. On peut relever également le recours plus fréquent aux chœurs, notamment dans L'Olimpiade (1756) ou Romolo ed Ersilia (1765).
Fidèle aux conceptions métastasiennes du drame, Hasse semble s'être montré hostile à la réforme de l'opéra mise en œuvre par Gluck, ce qui ne l'empêche pas de composer en 1768 l'intermezzo tragico Piramo e Tisbe qui, tout en conservant des traits métastasiens, accorde une place aux innovations de l'opéra réformé, notamment par l'abandon, dans la moitié des airs, de l'aria da capo, par la plus grande fréquence des ensembles et par une plus grande souplesse dans l'alternance entre récitatifs et airs.

### Compositeur de musique sacrée
Musicien catholique depuis son abjuration du luthéranisme au début des années 1720, Johann Adolph Hasse est actif comme compositeur de musique sacrée au service de diverses institutions, de la Cour de Dresde (le Te Deum en ré inaugure en 1751 l'église catholique de la Cour, actuelle cathédrale de Dresde) à l'Ospedale vénitien des Incurables. Après son retrait des scènes théâtrales en 1771 et jusqu'à sa mort, c'est essentiellement à la musique d'église que se consacre le compositeur.
Hasse pratique ainsi la plupart des principaux genres de la musique d'église catholique de son temps : oratorios, motets, messes, psaumes, antiennes mariales, litanies. Son activité dans ce domaine lui vaut d'être loué par Christian Friedrich Krause comme le « Corrège de la musique d'église », notamment en raison de sa délicatesse et de sa douceur, désignées comme une préfiguration de la joie des bienheureux au Ciel.
Dans ses mises en musique de l'ordinaire de la messe, Hasse recourt au style napolitain de la messe à numéros, dans laquelle chaque partie de l'ordinaire est divisée en sections de manière à alterner pages destinées aux solistes et au chœur, tandis que les oratorios restent stylistiquement très proches des opéras du compositeur. La musique sacrée de J. A. Hasse n'est donc pas moins italianisante que sa musique profane.

## Œuvres
Malgré les destructions d'œuvres dues à la guerre de Sept ans, puis celles de la Seconde Guerre mondiale, à Dresde, on estime à 1 600 les œuvres existantes de J. A. Hasse.
Le chiffre de cinquante-six opéras, souvent avancé, correspond en réalité à celui des opéras du fonds conservé à la bibliothèque de l'Université de Dresde. En effet, Hasse mit en musique quarante-neuf drammi per musica, douze intermezzi comiques, un intermezzo tragique, douze sérénades et feste teatrali, une ou deux commedie per musica, ce qui porterait à soixante-quinze ou soixante-seize le nombre des œuvres lyriques du compositeur. Cependant, ce chiffre, basé sur la liste des livrets mis en musique, ne rend pas réellement compte de sa production théâtrale : en effet, les œuvres de Hasse ont fait l'objet, tout au long de la carrière du compositeur, de remaniements d'ampleur variable, qui vont de l'ajustement mineur lié à un changement de distribution à la réécriture complète de la musique destinée à un livret déjà utilisé. On distinguera, dans la liste des opéras et des oratorios, les nouvelles versions de titres dont le livret a déjà été mis en musique (réécriture des récitatifs et de la majorité des airs) des simples révisions : ainsi l'Artaserse, créé à Venise en 1730, est-il révisé pour Dresde en 1740 (dix arias nouvelles) avant de faire l'objet d'une nouvelle version à Naples en 1760 (réécriture de l'intégralité des récitatifs et de tous les airs à l'exception de trois). Le nom du librettiste est donné immédiatement à la suite du titre de l'opéra.

### Opéras

#### Drammi per musica
- Antioco, Apostolo Zeno et Pietro Pariati (Brunswick, 1721)
- Sesostrate, Apostolo Zeno et Pietro Pariati (Naples, 1726)
- L'Astarto, Apostolo Zeno et Pietro Pariati (Naples, 1726)
- Gerone, tiranno di Siracusa, Aurelio Aureli (Naples, 1727)
- Attalo, re di Bitinia, Francesco Silvani (Naples, 1728)
- L'Ulderica, librettiste inconnu (Naples, 1729)
- Tigrane, Francesco Silvani (Naples, 1729)
- Artaserse, Pietro Metastasio (Venise, 1730 - version révisée, Dresde, 1740 - nouvelle version, Naples, 1760) Se del fiume, from Artaserse (1730-1734)ⓘ
- Ezio, Pietro Metastasio (Naples, 1730 - nouvelle version, Dresde, 1755)
- Dalisa, Nicolo Minato (Venise, 1730)
- Arminio, Antonio Salvi (Milan, 1730)
- Cleofide, Pietro Metastasio et Michelangelo Boccardi (Dresde, 1731- nouvelle version sous le titre Alessandro nelle Indie, Venise, 1736 - version révisée, Venise, 1738)
- Catone in Utica, Pietro Metastasio (Turin, 1731)
- Demetrio, Pietro Metastasio (Venise, 1732 - version révisée, Dresde, 1740)
- Cajo Fabrizio, Apostolo Zeno (Rome, 1732 - version révisée, Dresde, 1734)
- Euristeo, Apostolo Zeno et Domenico Lalli (Venise, 1732)
- Issipile, Pietro Metastasio (Naples, 1732)
- Siroe, Pietro Metastasio (Bologne, 1733 - nouvelle version, Dresde, 1763)
- Tito Vespasiano, Pietro Metastasio (Pesaro, 1735 - version révisée sous le titre La Clemenza di Tito, Dresde, 1738 - nouvelle version, Naples, 1759)
- Senocrita, Stefano Pallavicino (Dresde, 1737)
- Atalanta, Stefano Pallavicino (Dresde, 1737)
- Asteria, Stefano Pallavicino (Dresde, 1737)
- Irene, Stefano Pallavicino (Dresde, 1738)
- Alfonso, Stefano Pallavicino (Dresde, 1738)
- Viriate, Pietro Metastasio (Venise, 1739)
- Numa Pompilio, Stefano Pallavicino (Hubertusburg, 1741)
- Lucio Papirio, Apostolo Zeno (Dresde, 1742)
- Didone abbandonata, Pietro Metastasio (Hubertusburg, 1742 - version révisée, Dresde, 1743)
- Antigono, Pietro Metastasio (Dresde, 1744)
- Ipermestra, Pietro Metastasio (Vienne, 1744 - version révisée, Hubertusburg, 1751)
- Semiramide riconosciuta, Pietro Metastasio (Venise, 1744 - versions révisées, Dresde, 1747, et Varsovie, 1760)
- Arminio, Claudio Pasquini (Dresde, 1745 - version révisée, Dresde, 1753)
- La spartana generosa, Claudio Pasquini (Dresde, 1747)
- Leucippo, Claudio Pasquini (Hubertusburg, 1747 - versions révisées, Dresde, 1751 et 1763)
- Demofoonte, Pietro Metastasio (Dresde, 1748 - nouvelle version, Naples, 1758)
- Attilio Regolo, Pietro Metastasio (Dresde, 1750)
- Ciro riconosciuto, Pietro Metastasio (Dresde, 1751 - version révisée, Varsovie, 1762)
- Adriano in Siria, Pietro Metastasio (Dresde, 1752)
- Solimano, Giovanni Ambrogio Migliavacca (Dresde, 1753)
- L'eroe cinese, Pietro Metastasio (Hubertusburg, 1753)
- Artemisia, Giovanni Ambrogio Migliavacca (Dresde, 1754)
- Il re pastore, Pietro Metastasio (Hubertusburg, 1755 - version révisée, Varsovie, 1762)
- L'Olimpiade, Pietro Metastasio (Dresde, 1756 - version révisée, Turin, 1764)
- Nitteti, Pietro Metastasio (Venise, 1758 - version révisée, Varsovie, 1759)
- Achille in Sciro, Pietro Metastasio (Naples, 1759)
- Zenobia, Pietro Metastasio (Varsovie, 1761)
- Il trionfo di Clelia, Pietro Metastasio (Vienne, 1762 - version révisée, Varsovie, 1762)
- Romolo ed Ersilia, Pietro Metastasio (Innsbruck, 1765)
- Ruggiero, Pietro Metastasio (Milan, 1771 - version révisée, d'attribution incertaine, Naples, 1772)

#### Sérénades, actions et fêtes théâtrales
- Marc'Antonio e Cleopatra, Francesco Ricciardi (Naples, 1725)
- Enea in Caonia, Luigi Maria Stampiglia (Naples, 1727)
- Semele ossia la richiesta fatale, Francesco Ricciardi (Naples, 1728)
- L'asilo d'amore, Pietro Metastasio (Hubertusburg, 1742)
- Il Natale di Giove, Pietro Metastasio (Hubertusburg, 1749)
- Il sogno di Scipione, Pietro Metastasio (Varsovie, 1758)
- Endimione, Pietro Metastasio (Varsovie, années 1750-1760)
- Alcide al bivio, Pietro Metastasio (Vienne, 1760)
- Egeria, Pietro Metastasio (Vienne, 1764)
- Partenope, Pietro Metastasio (Vienne, 1767)
- Piramo e Tisbe, Marco Coltellini (Vienne, 1768 - version révisée, Vienne, 1770)

#### Commedie per musica
- La sorella amante, Bernardo Saddumene (Naples, 1729)
- L'Erminia, Bernardo Saddumene (Naples, 1729, attribution incertaine)

#### Intermezzicomiques
- Miride e Damari, librettiste inconnu (Naples, 1726)
- Larinda e Vanesio, Antonio Salvi (Naples, 1726 - version révisée, Dresde, 1734)
- Griletta e Porsugnacco, d'après Molière (Naples, 1727)
- La finta tedesca, Bernardo Saddumene (Naples, 1728)
- La contadina, Bernardo Saddumene (Naples, 1728 - version révisée sous le titre Don Tabarrano, Dresde, 1737)
- La fantesca, Bernardo Saddumene (Naples, 1729)
- La serva scaltra, Bernardo Saddumene (Naples, 1729 - version révisée, Venise, 1732)
- Il tutore, Bernardo Saddumene (Naples, 1730 - version révisée, Dresde, 1738)
- Rimario e Grilantea, Stefano Pallavicino (Dresde, 1737)
- Pimpinella e Marcantonio, Stefano Pallavicino (Hubertusburg, 1741)

### Cantates
- La Gloria Sassonia, Michelangelo Boccardi (Dresde, 1731)
- Sei tu, Lidippe, o il sole, Stefano Pallavicino (Dresde, 1734)
- Senz'attender che di maggio (Dresde, vers 1734)
- Che ti diro, Regina, Maria Antonia Walpurgis (Dresde, 1747)
- La Scusa, Pietro Metastasio (1760)
- Il Nome, Pietro Metastasio (1761)
- Amor prigioniero, Pietro Metastasio (1761)
- La Gelosia, Pietro Metastasio (1762)
- L'Armonica, Pietro Metastasio (Vienne, 1769)
- Il Ciclope, Pietro Metastasio (Venise, 1775)
- La Danza, Pietro Metastasio (Venise, 1776)

### Oratorios
- Daniello, Apostolo Zeno (Vienne, 1731, attribution incertaine)
- Il Cantico de' tre fanciulli, Stefano Pallavicino (Dresde, 1734 - version révisée, Vienne, 1774)
- Le virtù appie della croce, Stefano Pallavicino (Dresde, 1737)
- Serpentes ignei in deserto, Bonomo (Venise, fin des années 1730)[19]
- Giuseppe riconosciuto, Pietro Metastasio (Dresde, 1741)
- I Pellegrini al Sepolcro, Claudio Pasquini (Dresde, 1742)
- La Deposizione dalla Croce, Claudio Pasquini (Dresde, 1744)
- La Caduta di Gerico, Claudio Pasquini (Dresde, 1745)
- Sant'Elena al Calvario, Pietro Metastasio (Dresde, 1746 - version révisée, Vienne, 1772)
- La Conversione di sant'Agostino, Maria Antonia Walpurgis (Dresde, 1750)
- Sanctus Petrus et sancta Maria Magdalena, librettiste inconnu (Venise, fin des années 1750)

### Musique sacrée
- Plusieurs Litanies laurétanes
- Messe en ré mineur (Dresde, 1751)
- Miserere en ut mineur (Venise, vers 1730 - version révisée pour chœur mixte, Dresde, après 1734)
- Miserere en ré mineur (Venise, fin des années 1750)
- Missa ultima en sol mineur (1783)
- Regina Caeli en ré majeur (Dresde, 1751 - version révisée, 1780)
- Requiem en ut majeur (Dresde, 1763)
- Requiem en mi bémol majeur (Dresde, 1764)
- Salve Regina en la majeur (Venise, vers 1730)
- Salve Regina en sol majeur (Venise, vers 1740)
- Salve Regina en sol majeur (1744)
- Salve Regina à deux voix en mi bémol majeur (Vienne, 1767)
- Te Deum en ré majeur (Dresde, 1751)
- Te Deum en sol majeur (1765)